# Endívia
| Energia 17 kcal 71 kJ |        |
| Szénhidrátok | 3.35 g |
| - Étkezési rostok 3.1 g |        |
| Zsír | 0.2 g  |
| Fehérje | 1.25 g |
| A-vitamin ekviv. 108 μg | 14%    |
| β-karotin 1300 μg | 12%    |
| Tiamin (B1-vitamin) 0.08 mg | 7%     |
| Riboflavin (B2-vitamin) 0.075 mg | 6%     |
| Niacin (B3-vitamin) 0.4 mg | 3%     |
| Pantoténsav (B5-vitamin) 0.9 mg | 18%    |
| Folsav (B9-vitamin) 142 μg | 36%    |
| C-vitamin 6.5 mg | 8%     |
| E-vitamin 0.44 mg | 3%     |
| K-vitamin 231 μg | 220%   |
| Kalcium 52 mg | 5%     |
| Vas 0.83 mg | 6%     |
| Magnézium 15 mg | 4%     |
| Mangán 0.42 mg | 20%    |
| Foszfor 28 mg | 4%     |
| Kálium 314 mg | 7%     |
| Cink 0.79 mg | 8%     |
| Közvetlen hivatkozás A százalékos értékek az amerikai felnőttek számára javasolt napi mennyiségre (RDA) vonatkoznak. Forrás: USDA tápanyag adatbázis |        |

Az endívia vagy endíviasaláta (Cichorium endivia) az őszirózsafélék családjába, a cikória (Cichorium) nemzetségbe tartozó növényfaj. Ugyanígy, vagy salátakatángnak nevezik a mezei katáng levélzöldségként termesztett fajtáját (C. intybus convar. foliosum) is. Európában őshonos növény, már a középkorban jól ismerték. 
A vadon növő endíviasaláta kétéves növény, ám egyévesként termesztik. Több fajtája is ismert.

## Jellemzői
Vékony, finom gyökerei függőlegesen, oldalra alig elágazva haladnak lefelé akár a 130–160 cm-es mélységig. A gyökérnyakból induló tőlevelek alakja és színe fajtától függően igen különböző lehet. Lehetnek szétterülők vagy alkothatnak fejet, a levélnyél és az erezet húsos, a levéllemez lehet keskeny vagy széles, kerek, kopasz vagy fehéren csíkozott, hullámos, szeldelt vagy karéjozott, széle fodrozott vagy csipkézett. Színük a zöld különböző árnyalataitól a sárgán és a vörösön keresztül a barnáig terjed. A kemény magszár a tőlevélrózsából későn fejlődik ki, nyárra 80–100 cm magasságot ér el.  Virágai kékek vagy rózsaszínek, hímnősek, öntermékenyülésre képesek; a fészkek a szárvégeken és a levélhónaljakon fejlődnek, a fészekpikkelyek két sorban állnak. Termése kaszat, 2–3 mm hosszú és mintegy 1 mm vastag.

## Táplálékként
Tápértéke és íze a fejes salátáétól kevéssel tér el, valamivel alacsonyabb kalóriaértéke és magasabb ásványianyag-tartalma van: foszforból, mészből és vasból tartalmaz jelentősebb mennyiséget. Kissé kesernyés ízét a szeszkviterpén-laktonok közé tartozó intibin okozza. Inulint is tartalmaz.
A szabadföldön termesztett endívia 100 grammja a következő mennyiségeket tartalmazza: kalóriaérték 14 kJ; 0,83% szénhidrát, 1,35% fehérje; 12 mg C-vitamin, 1,0 mg karotin, 0,02 mg B1-vitamin, 0,15 mg B2-vitamin, 0,4 mg P-vitamin; 20,0 mg kalcium, 70,0 mg foszfor, 1,0 mg vas.
Főzve is fogyasztják, dekorativitása miatt azonban elsősorban hidegtálak díszítésére, nyers salátákban használják fel.
A levelek összekötésével, vagy takarással halványítják (ez elveszi a keserű ízt), egész évben termesztik.

## Termesztett változatai
- hullámos levelű: zöld, hullámos külső levelei vannak
- Escarole típus (széleslevelű): széles, fakó zöld levelei vannak, a többi változatnál kevésbé keserű ízű
- Frisée típus (szeldelt levelű)